# Omar Souto
Omar Souto (Itaberaí, 1947) é um pintor brasileiro.
Artista Plástico autodidata, é conhecido nacionalmente e internacionalmente pela autenticidade e espontaneidade de suas pinturas ao figurarem o cotidiano popular e diverso da vida goiana. A partir de 1971 realizou, em várias cidades brasileiras, importantes mostras coletivas e individuais de suas obras.
Um dos grandes marcos em sua carreira,  é a realização de um grande projeto no qual o artista elaborou e executou 14 obras de arte ao longo de mais de 19 Km na Go-060  ligando a cidade de Goiânia a Trindade na então conhecida   “Via Sacra”, Rodovia dos Romeiros.
Nas obras,  é retratado o  a paixão, morte e ressurreição de jesus. Em parceria com o Governo do Estado de Goiás, frequentemente as obras são restauradas para apreciação  de milhares de  romeiros que muita das vezes como forma de pagar promessa ao Divino Pai Eterno, seguem a pé todo o trajeto.
Um fato curioso é que o artista abre mão do seu cachê  na restauração destas obras pois acredita que este trabalho vai além da mão de obra, o mesmo afirma que foi escolhido para esta missão cobrando apenas a mão de obra do pessoal de sua equipe e os gastos essenciais.
A alguns anos atrás protagonizou um escândalo sexual que teve grande repercussão  na mídia, quando foi acusado e preso por estupro e atentado violento ao pudor, por ter abusado supostamente de mais de 15 meninas da periferia de Goiânia em troca de comida ou R$1,00 porém foi absolvido por falta de provas.  Durante este tempo, nunca deixou de trabalhar e de produzir suas obras.
No ano de 2016 foi protagonista de outro escândalo público onde figurou como envolvido num desvio de recursos públicos no município de São Miguel do Araguaia no estado de Goiás. Segundo o promotor do MPGO, ele integrou o esquema de desvio, falsidade ideológica e fraude em licitação. Além dele, figuram como réus parentes e políticos da cidade. O valor inicialmente apurado do desvio foi de R$ 200.000,00, numa obra chamada "Monumento Biblia".
1. ↑  http://g1.globo.com/jornaldaglobo/0,,MUL894886-16021,00-ARTISTA+E+CONDENADO+POR+ESTUPRO.html
2. ↑  http://www.mpgo.mp.br/portal/noticia/mp-aciona-prefeita-e-secretario-de-sao-miguel-e-outros-envolvidos-em-contratacao-ilegal-do-artista-omar-souto